# Cyclone Fury
Cyclone Fury è un film del 1951 diretto da Ray Nazarro.
È un western statunitense con Charles Starrett, Fred F. Sears, Clayton Moore e Robert J. Wilke. Fa parte della serie di film western della Columbia incentrati sul personaggio di Durango Kid.

## Produzione
Il film, diretto da Ray Nazarro su una sceneggiatura di Ed Earl Repp e Barry Shipman, fu prodotto da Colbert Clark per la Columbia Pictures e girato nell'Iverson Ranch a Chatsworth e nel ranch di Corriganville a Simi Valley, California, dall'8 all'11 gennaio 1951. Il titolo di lavorazione fu Cyclone Canyon. Contiene sequenze prese dal film Laramie.

## Distribuzione
Il film fu distribuito negli Stati Uniti dal 14 agosto 1951 al cinema dalla Columbia Pictures.
Altre distribuzioni:
- nelle Filippine il 7 ottobre 1952
- in Brasile (Fúria Ciclônica)

## Promozione
La tagline è: Charles Starrett and Smiley Burnette come through high...wide...and then some for the U.S. Army.